# Hermonassa stigmatica
Hermonassa stigmatica là một loài bướm đêm trong họ Noctuidae.